# Порождающая семантика
Порожда́ющая сема́нтика, генерати́вная семантика — одно из направлений в теории трансформационных порождающих грамматик, ставившее целью построить модель языка по схеме «от значения к тексту» и «от текста к значению». Представляла собой частный метод грамматического описания.
Теория получила распространение в США в конце 1960-х — середине 1970-х годов, однако со временем исследователи утратили к ней интерес, что связано с недостаточной гибкостью метода описания: каждый новый этап требовал коренной перестройки полученной ранее системы грамматических правил.

## Сравнение с интерпретирующей лингвистикой
Несмотря на тот факт, что порождающая семантика, как и интерпретирующая лингвистика, развивалась в рамках теории порождающих грамматик, между ними существует ряд различий:
- в порождающей семантике отождествляются грамматичность (синтаксическая правильность) и осмысленность предложения;
- в порождающей семантике отсутствует понятие глубинной структуры; вместо него используется понятие семантической структуры, отражающей как семантическое, так и синтаксическое устройство предложения. Трансформации перестраивали общую для всех предложений с одинаковым смыслом семантическую структуру в поверхностную[2];
- в порождающей семантике семантические и синтаксические структуры представляются только в виде деревьев непосредственно составляющих.

## Значение теории
Представителями порождающей семантики (Дж. Мак-Коли, Дж. Лакоффом, П. Посталом, Дж. Грубером и другими) была предложена концепция «естественной логики», в которой лексическим единицам соответствуют логические предикаты или
конфигурации предикатов в дереве непосредственно составляющих. Так, каузировать прийти в результате лексической трансформации заменяется на лексему привести. Данный приём, получивший название лексической декомпозиции, стал использоваться и за пределами порождающей семантики. Порождающая семантика поставила вопрос об исследовании логических аспектов грамматической структуры и семантики предложения. Результаты исследований, проведённых в рамках теории, использовались в прикладной лингвистике и психолингвистике.